# Патріарх-Євтимово
Патріа́рх-Євти́мово (болг. Патриарх Евтимово) — село в Пловдивській області Болгарії. Входить до складу общини Асеновград.

## Населення
За даними перепису населення 2011 року у селі проживали 412 осіб.
Національний склад населення села:
| Національність   | Кількість осіб | Відсоток |
| ---------------- | -------------- | -------- |
| болгари          | 391            | 95,6%    |
| цигани           | 14             | 3,4%     |
| турки            | 4              | 1,0%     |
| інша             | 0              | 0%       |
| не визначились   | 0              | 0%       |
| Всього відповіли | 409            |          |

Розподіл населення за віком у 2011 році:
Динаміка населення: